# Snu Seidenfaden
Ebba Merethe "Snu" Seidenfaden, gift Abecassis (født 7. oktober 1940, død 4. december 1980) var en dansk forlægger. Hun var halvsøster til Tøger Seidenfaden.
Snu Seidenfaden, som hun blev kaldt fra barnsben af, var datter af journalist Jytte Bonnier (født Kaastrup-Olsen) og Dagbladet Informations medgrundlægger Erik Seidenfaden i dennes første ægteskab. Hun voksede op i Stockholm, i stedfaderen bogforlægger Tor Bonniers hus Nedre Manilla, og blev student ved kostskolen Michael Hall i England, hvor hun mødte hun sin første mand, portugiseren Vasco Abecassis, der var opvokset i USA.
Hun startede sin forlæggerkarriere i London og flyttede med sin mand til Lissabon. Parret fik tre børn. I midten af 1960'erne oprettede hun forlaget Dom Quixote. Portugal var dengang et diktatur styret af Salazar og Caetano. Derfor var det ikke uproblematisk at udgive bøger som Pippi Langstrømpe og værker af den russiske systemkritiker Aleksandr Solsjenitsyn. Regimets politiske politi, PIDE, beslagdlagde i flere tilfælde forlagets bøger, især efter at hun i 1967 opfordrede den sovjetiske forfatter Jevgenij Jevtusjenko til at besøge Portugal. Seidendaden forsøgte at udgive tekster, der gik imod regimets idealer, eksempelvis om p-pillen, Vietnamkrigen og krisen i kirken.
Blandt de portugisiske forfattere, hun udgav, kan nævnes Alexandre O’Neill, Fernando Assis Pacheco, Carlos de Oliveira, David de Jesus Mourão-Ferreira, Eduardo Lourenço, Natália de Oliveira Correia, José Cardoso Pires og António Lobo Antunes.
Det første ægteskab holdt ikke, og fra en gang i 1970'erne levede Snu Seidenfaden papirløst sammen med Portugals daværende premierminister Francisco de Sá Carneiro, der i den katolske land ikke kunne få en skilsmisse fra sin første hustru. Alligevel ledsagede Seidenfaden ham offentligt i hans officielle arbejde og blev anerkendt som landets “førstedame”. 
Parret omkom i et flystyrt den 4. december 1980. Kort efter takeoff fra Lissabon Lufthavn styrtede flyet, et Cessna 421, ned i en bygning i Camarate, Loures. Flyet var på vej til Porto, hvor premierministeren skulle vise sin støtte til præsidentkandidaten António Soares Carneiro (de er ikke beslægtede). Det er stadig uklart, trods mange gennemførte undersøgelser, hvorvidt der var tale om en ulykke eller et attentat. I 2019 udkom bogen "Det mørklagte attentat" hvor journalist og forfatter Eva Henningsen sandsynliggør, at der var tale om et attentat, som landets politi og domstole gennem flere årtier har forsøgt at dække over. Eva Henningsen, der var kollega og veninde med Snu Seidenfaden, arbejdede flere år på at komme til bunds i sagen, hvor hun mener, at  korruption, international våbenhandel, kold krig og konflikter i Mellemøsten var den røde tråd.
I marts 2019 havde filmen "Snu", instrueret af Patrícia Sequeira, premiere i portugisiske biografer og blev hurtigt den mest sete (portugisiske) film i landet med omkring 60.000 solgte billetter i løbet af den første måned. Rollen som Snu Seidenfaden blev spillet af Inês Castel-Branco, mens rollen som Francisco Sá Carneiro blev spillet af Pedro Almendra. 
I maj 2024 udkom den danske røverroman for børn, unge og voksne, "Pendulet i Portugal", hvori karakteren "Fifi" er en fiktionalisering af Snu Seidenfaden. Bogen omhandler bl.a. hendes problemer med politiets bogkonfiskationer, og foregår i dagene op til Nellikerevolutionen i 1974.
Elizabeth Hera 'Betty' Garton, datter af orkidépioneren Sir William Cooke, krydsede arter af orkideer for at skabe stammeorkideen, hybriden Cymbidium "meget hvid og med en rød læbe" og gav den navnet Snu efter hende. Gartons sted i Madeira, Quinta da Boa Vista, hvor hun havde sit orkidédrivhus, var et af tilflugtsstederne for parret Sá Carneiro og Snu Abecassis. 